# Bangladeschische Badmintonmeisterschaft 1983
Die Bangladeschische Badmintonmeisterschaft 1983 war die 9. Austragung der nationalen Titelkämpfe im Badminton in Bangladesch. 

## Finalergebnisse
| Disziplin       | Sieger                                         | Finalist                           | Anmerkung                |
| --------------- | ---------------------------------------------- | ---------------------------------- | ------------------------ |
| Herreneinzel    | Golam Aziz Zilani (Biman)                      | Monoar Ul Alam Babul (Biman)       |                          |
| Dameneinzel     | Sayeeda Marrium Tareq (Dhaka DSA)              | Kamrun Nahar Dana                  | w.o.                     |
| Herrendoppel    | Golam Aziz Zilani Monoar Ul Alam Babul (Biman) | Shek Abul Hashem Sapan (Dhaka DSA) |                          |
| Damendoppel     | Rokeya Beg Urmi Lohani (Biman)                 | Kamrun Nahar Dana Rashida          | w.o.                     |
| Mixed           | Rangpur DSA/Mymensingh DSA                     | Rangpur DSA/Mymensingh DSA         | Finale nicht ausgetragen |
| Junioreneinzel  | Karim (Chittagong DSA)                         | Tajul Islam (Dhaka DSA)            | w.o.                     |
| Juniorendoppel  | Shubho Surgent (Rongpur DSA)                   | Sarwar Alluddin (Mymensingh DSA)   |                          |
| Veteranendoppel | Nur Rakib (SMA)                                | A. B. S. Safder Karim (SMA)        |                          |